# Grażyna Bacewicz
Grażyna Bacewicz, AFI [ɡraˈʐɨna baˈt͡sɛvit͡ʂ], (Łódź, Polònia, 5 de febrer de 1909 – Varsòvia, 17 de gener de 1969) fou una compositora, pianista i violinista polonesa.
Grażyna Bacewicz va sobresortir com la principal compositora de la seva generació, essent també la dona que va assolir les màximes fites en aquest àmbit en la història de la música occidental fins a aquell moment. Va ser una violinista excel·lent, fent gires per tot Europa. Durant la Segona Guerra Mundial, Bacewicz va residir a la Varsòvia ocupada, on va participar en concerts secrets de resistència. Va poder escapar amb la seva família després de l’aixecament de Varsòvia de 1944. La seva interpretació del Primer Concert de Szymanowski a París, el 1946, va assolir un gran èxit. També era una notable pianista, tocant obres pròpies i d'altres compositors. A Polònia va ser una figura de referència d'immensa importància i va establir un nexe entre la influència de Szymanowski i l'impacte posterior de Lutosławski i Penderecki. Malgrat això, la seva obra no va ser àmpliament coneguda a l'estranger. També va escriure diverses novel·les, contes i alguna obra de teatre. Després d'un greu accident de trànsit el 1954, va decidir dedicar-se exclusivament a la composició. Va sobresortir especialment en la composició per a instruments de corda, creant obres com set concerts per a violí, un per a viola i dos per a violoncel, cinc sonates per a violí i piano i dues per a violí sol, set quartets de corda, un quartet per a quatre violins i un altre per a quatre violoncels, així com dos quintets per a piano i quatre simfonies.
Diane Ambache, la biografia de Grażyna Bacewicz, comenta que l'«interès de Bacewicz per l'estructura, les tècniques motiviques, l'energia rítmica i el gust per les textures contrapuntístiques tenien punts en comú amb els del seu contemporani Bohuslav Martinů (1890–1959) i també amb Paul Hindemith (1895–1963). Ambache assenyala, a més, la influència del Bartók de mitjana etapa, que es manifestava en l'ús de dissonàncies dinàmiques i contrastades, així com en la seva assimilació de la música popular».

## Biografia

### Antecedents familiars
El seu pare Vincas Bacevičius (1875-1952) era originari d'Užnemunė (en polonès Litwa Zaniemieńska), una regió a l'esquerra del riu Nemunas amb una població majoritàriament indígena lituana. Vincas Bacevičius es va formar com a violinista i el 1893 es va graduar com a mestre a la universitat, que en aquell moment era considerada un centre del moviment nacional lituà, motiu pel qual els seus graduats, fins i tot aquells que no participaven activament en la política, van ser perseguits per les autoritats de la Rússia tsarista i enviats a Polònia. Bacevičius va arribar a Łódź el 1899, on va acabar els seus estudis musicals a l'Escola de Música dels germans Hanicki. A partir d'aquest moment va exercir com a professor de música i va començar a fer petites composicions. També va escriure un llibre bàsic per a professors de música d'escola.
Començat el segle xx, Vincas Bacevičius va conèixer Maria Modlińska, que acabava d'arribar a Łódź. La Maria provenia d'una família benestant amb llargues tradicions i ben connectada. El pare de Maria, Stanisław Modliński, era enginyer i va col·laborar, per exemple, en la construcció del pont de Kierbedź. La família on es va criar la mare de Grażyna gaudia d'una situació econòmica superior als estàndards de l'època. Això i l'amor per la música dels seus pares va influir en la formació dels nens. La seva mare, Maria, després de la mort dels seus pares, va ocupar una feina a l'administració i es va convertir en suffragette durant un breu període.
Grażyna Bacewicz va heretar de la seva àvia Natalia el talent i l'amor per la música. Natalia, la mare de Maria, de soltera Zdzitowiecka, va tenir com a professors a Zygmunt Noskowski i Aleksander Michałowski i va arribar a actuar en públic en concerts benèfics.

### Educació musical
La música formava part de la vida de la seva família. Ella i els seus germans, Kęstutis (1904-1993) i Vytautas (1905-1970), van aprendre el piano i el violí des de la seva primera infància (Kęstutis també tocava el violoncel). La seva germana petita, Wanda, (1914-2011) es va dedicar a la literatura i al periodisme, fet que més endavant li va permetre ser l'encarregada de vetllar per l'obra de la seva germana, recollint els seus manuscrits i fins i tot fent-li de secretària. Per desig del pare, tots els descendents van portar noms relacionats amb la història de Lituània, menys Wanda, que va ser una excepció polonesa.
Grażyna va créixer en una llar on la música era el centre de tot. Des de ben petitona, va estar envoltada pels sons d’una gran varietat d’instruments. El seu primer mestre va ser el seu pare, de manera que quan va entrar al conservatori estava perfectament preparada. Grażyna va continuar la formació musical el 1919 al Conservatori Musical Helena Kijeńska-Dobkiewiczowa a Łódź, juntament amb el seu germà Kęstutis al qual estava molt unida. Més tard, com a violinista de concert, va estrenar moltes de les seves pròpies sonates amb Kęstutis al piano. Tot i que el primer a demostrar el talent com a compositor va ser el germà Vytautas, que a tretze anys ja va començar a escriure música. Les primeres composicions que es conserven de Grażyna són Tema amb variacions per a piano (1924) i algunes peces dels últims cursos de secundària (principalment de 1927 i 1928). Malgrat la seva evident immaduresa tècnica, crida l'atenció la predilecció de la jove artista per crear construccions polifòniques tan dins de formes musicals estrictes com amb una àmplia tècnica.

### Varsòvia
El 1928 la família es va traslladar a Varsòvia, on Grażyna va continuar la seva formació al Conservatori, composició amb Kazimierz Sikorski, violí amb Józef Jarzębski i piano amb Józef Turczyński. A més va començar la carrera de Filosofia a la Universitat de Varsòvia, estudis que va abandonar al cap d'un any i mig. Es va graduar al Conservatori el 1932 i va aconseguir la proesa única d'acabar amb diplomes de violí i piano.
Els estudis de Bacewicz a Varsòvia van coincidir amb el mandat de Karol Szymanowski com a rector, que es convertiria en una gran referència per a ella i altres joves compositors polonesos. Szymanowski li va transmetre la cultura i la musicalitat alemanya. Més endavant, Bacewicz va viatjar i explorar altres cultures europees amb les quals va ampliar els seus horitzons musicals. Szymanowski, es va interessar molt pel futur de la talentosa jove compositora i li va recomanar anar a París.

### París
Gràcies a la generositat d'Ignacy Jan Paderewski, el virtuós pianista, compositor i estadista polonès, va rebre una beca aquell mateix any per estudiar composició a l'École Normale de Musique de París. Allà va rebre classes de composició de Nadia Boulanger (qui encara no tenia cinquanta anys) i, en privat, de violí del violinista André Touret.
Durant aquest temps, va compondre Sonatina per a piano, Suite infantil (també per a piano) i el Quintet de vent, de 1932, amb un estil neoclàssic, que va obtenir un primer premi en un concurs per a joves compositors. Durant un breu període va tornar a Łódź per fer de professora. El 1934 va tornar a París per estudiar amb el violinista hongarès Carl Flesch. El mateix 1934 va tenir lloc el primer concert de Grażyna Bacewicz com a compositora a Varsòvia i el 1939 es va fer un concert similar a París.
El 1936 es va casar amb Andrzej Biernacki, un metge molt reconegut. Malauradament, tenien personalitats molt diferents. Tot i que el matrimoni no va funcionar molt bé, sis anys després va néixer la seva filla Alina.

### Solista i professora de violí
Bacewicz va portar una gran carrera com a violinista fins a la dècada de 1950. En el I Concurs Internacional de Violí Henryk Wieniawski de Varsòvia, "només" va rebre un premi especial de distinció, de cap manera un fracàs quan es recorda que el concurs el van guanyar ni més ni menys que David Óistrakh i Ginette Neveu. Aleshores va ser convidada a tocar a diversos països europeus i allí va obtenir un gran èxit; també concertino de l'Orquestra Simfònica de la Ràdio Polonesa, que dirigia Grzegorz Fitelberg, i solista en diverses ciutats d'Europa de Lituània, França, Espanya i altres països. En aquests concerts es presentava sovint amb el seu germà, el reputat pianista Kiejstut. Just abans del començament de la Segona Guerra Mundial va tornar a Polònia, on durant l'ocupació nazi va fer concerts clandestins. Un cop acabada la guerra, va continuar la seva faceta de concertista de violí i piano fins al 1953, actuant a Bèlgica, Txecoslovàquia, l'URSS, Romania, Hongria i França.
Mentrestant, el 1945 es va incorporar al Conservatori Nacional (ara l'Acadèmia de la Música) a Łódź com a professora de teoria de la música i professora de violí. Al llarg dels anys cinquanta es va dedicar gairebé exclusivament a la composició i la docència.

### Compositora
Des de 1955 es va dedicar exclusivament a la composició. Bacewicz va rebre molts premis estrangers i nacionals, entre els quals es trobaven el primer premi del concurs internacional Chopin, el 1949, pel Concert per a piano; el premi nacional de Polònia, el 1950, pel seu Concert per a orquestra de corda; el primer premi al Concurs Internacional de Compositors de Lieja de 1951 pel seu Quartet de corda núm. 4. El 1960 la Tribuna de Compositors de la UNESCO de París li va lliurar el màxim premi per la seva Música per a cordes, trompetes i percussió. La Medalla d'Or al concurs Queen Elisabeth de Brussel·les. El mateix any va rebre un premi de la Unió de Compositors Polonesos pels èxits destacats en el camp de la composició, així com el premi de ràdio i televisió polonesa per la seva òpera còmica Les aventures del rei Artur.
L'any 1963 va morir el seu marit i a partir d'aquell va començar a compondre sense parar. També va ser aleshores quan va començar a escriure novel·les i contes. Des de 1966 fins a la seva mort, va dirigir la classe de composició a l'Escola Superior de Música (ara l'Acadèmia de la Música) de Varsòvia. També va ser jurat de diversos concursos de violí i composició arreu d'Europa. Igualment, va ser vicepresidenta de la Unió de Compositors Polonesos en dos períodes, de 1955 a 1957 i de 1960 a 1969.
Bacewicz va evitar concedir entrevistes i conferències públiques: només dues entrevistes van aparèixer en forma impresa durant la seva vida. Les seves publicacions literàries es van limitar a Znak Szczególny ('Marca de naixement'), un volum prim d'anècdotes autobiogràfiques, destacable pel seu to d'autocrítica i d'humor irònic. Fins i tot aquest volum, però, es va publicar després de la seva mort per Czytelnik el 1970 (2a edició el 1974). La majoria dels textos de Bacewicz van aparèixer pòstumament, en edicions preparades i anotades pel "guardià" del seu patrimoni artístic, la germana menor, poeta i editora literària, Wanda Bacewicz.
La prematura mort de Grażyna Bascewicz, als seixanta anys, i els seus forts vincles amb el passat, van fer inevitable que cedís el lloc de primacia en el panorama compositiu polonès a dues figures una mica més joves, Lutosławski i Penderecki.

## Estil compositiu
En la seva obra destaca la incorporació d'elements folklòrics i la llibertat d'escriptura. Se sol dividir l'estil compositiu de Bacewicz en tres períodes.
Durant el primer període (1932-1944) es pot veure el desenvolupament i refinament de l'estil neoclàssic de Bacewicz. Tan sols una petita part de les obres d'aquesta primera època han estat publicades, però en destaca la claredat, enginy i brevetat, i alhora la introducció d'elements folklòrics.
El segon període (1945 -1959), després de la guerra, va començar a evolucionar cap a una música més personal, deixant de banda el chic parisenc. És en aquest període en què compon els concerts per a violí núm. 3 i 5, la Sonata per a piano núm. 2, el Quartet de corda núm. 3, i el concert per a orquestra de cordes, les obres que més van quallar entre el públic. Igual que altres compositors de l'època, utilitza cançons del folklore, tant directament com indirecta.
En el tercer període (1960-1969), igual que els seus contemporanis va haver de fer front a la nova generació de joves compositors i el flux de les noves avantguardes. En algunes obres, com en el Quartet de corda núm. 6, inclou passatges dodecafònics, i experimenta, però va tornar al seu estil.

## Reconeixements
Witold Lutosławski va descriure el paper de Grażyna Bacewicz a la música contemporània polonesa: «Que avui la creativitat musical polonesa hagi assolit un nivell tan altíssim al món es deu, en gran part, a la contribució personal de Grażyna Bacewicz. En la difícil situació en què s'ha trobat la música contemporània, és a dir, la música destruint les tradicions, fent servir mitjans de taller sovint impactants, Grażyna Bacewicz sempre va saber trobar el seu propi camí. No es va quedar quieta i va mantenir posicions que li havien portat premis internacionals; sempre mirava cap endavant, escollint només allò que li agradava i allò que es podia modelar en el seu propi gresol d'un estil molt personal. Com a artista i violinista de gran classe, posseïa tots els secrets dels instruments de corda. En aquest camp va fabricar els seus millors èxits creatius, però no només en aquest camp. A més dels concerts de corda que ja constitueixen un gènere clàssic destacat en la música polonesa de postguerra, a més de quartets i concerts per a violí, el talent creatiu de Grażyna Bacewicz es va expressar en obres simfòniques, en composicions escèniques i per a piano».
Un altre gran compositor polonès, Tadeusz Baird, va escriure: «Un està sorprès de la riquesa i varietat de l'assoliment creatiu d'aquesta gran compositora, malauradament no destinada a viure una llarga vida. Crec que no hi ha camp musical que no s'hagués enriquit amb noves composicions per la seva ploma ferma i atrevida, experimentada i brillant. Com els mestres més versàtils del passat, s'expressava amb tanta llibertat en cicles simfònics monumentals com en miniatures instrumentals, composicions de cambra i música escènica. No li era desconeguda cap estructura musical. Font inesgotable d'invenció, domini tècnic i vigor, aquests atributs destaquen en una valoració de la seva vida creativa. I això no és tot. Posseïa quelcom més important, més valuós i característic, donat només a uns pocs i als millors: el do de la individualitat, la distinció i la singularitat».
Molts carrers, escoles, escoles de música o centres culturals porten el seu nom. La seva obra Jerzyki albo nie jestem ptakiem ('Falciot, o no sóc un ocell') (1963) va rebre una distinció al concurs Ateneum, i uns anys més tard es va posar en escena al Teatre de la Televisió (1968). També va escriure quatre novel·les i nombrosos contes, molts dels quals també es van incloure en el volum autobiogràfic Znak szczególny ('Personatge especial'), publicat després de la seva mort (1970).

## Obres

### Violí

#### Amb piano
- Kaprys núm. 1 (1932)
- Witraż (1932)
- Andante i allegro (1934)
- Pieśń litewska (1934)
- Tema i Variacions (1934)
- Llegenda (1945)
- Concertino (1945)
- Sonata núm. 1 ‘da camera’ (1945)
- Kaprys (1946)
- Łatwe utwory [Peces fàcils] (1946)
- Sonata, núm. 2 (1946)
- Sonata núm. 3 (1948)
- Taniec polski 1948
- Łatwe utwory, 1949
- Melodia, 1949
- Oberek núm. 1, 1949
- Sonata núm. 4, 1949
- Taniec antyczny [Dansa antiga], 1950
- Sonata núm. 5, 1951
- Taniec mazowiecki, 1951
- Oberek núm. 2, 1951
- Kołysanka [Cnçó de bressol], 1952
- Taniec słowiański, 1952
- Humoresque, 1953
- Partita, 1955

#### Per a violí sol
- Sonata, 1929
- Sonata núm.1, 1941
- Kaprys polski, 1949
- Kaprys núm.2, 1952
- Sonata núm.2, 1958
- 4 kaprysy, 1968

#### Per a dos violins
- Suite, 1943
- Łatwe duety [Duets fàcils], 1945

### Orquestra
- Obertura (1943)
- Simfonia núm. 1 (1945)
- Simfonia per a orquestra de corda (1946)
- Concert per a orquestra de corda (1948) – Premi de l'Estat Polonès, 1950
- Capriccio polonès per a violí i orquestra (1949)
- Simfonia núm. 2 (1951)
- Simfonia núm. 3 (1952)
- Simfonia núm. 4 (1953) – Premi del Ministeri de Cultura de Polònia, 1955
- Partita per a orquestra (1955)
- Variacions per a orquestra (1957)
- Muzyka na smyczki, trąbki i perkusję (Música per a cordes, trompetes i percussió) (1958) – Tercer Premi, Tribune Internationale (UNESCO), París 1960
- Pensieri notturni, per a orquestra de cambra (1961)
- Concert per a orquestra simfònica (1962)
- Musica sinfonica in tre movimenti (1965)
- Divertiment, per a orquestra de corda (1965)
- Contradizione, per a orquestra de cambra (1966) – encàrrec del Hopkins Center for the Arts, Hanover, New Hampshire
- In una parte (1967)

### Concerts
- Violí  
  - Concert núm. 1 per a violí i orquestra (1937)
  - Concert núm. 2 per a violí i orquestra (1945)
  - Concert núm. 3 per a violí i orquestra (1948) – Premi del Ministeri de Cultura de Polònia, 1955
  - Concert núm. 4 per a violí i orquestra (1951)
  - Concert núm. 5 per a violí i orquestra (1954)
  - Concert núm. 6 per a violí i orquestra (1957) – inèdit i mai interpretat[20] [Actualització: estrena el 7 de desembre de 2019 amb Bartłomiej Nizioł (violí), Christoph König (director), i l'Orquestra Filharmònica de Varsòvia / Orkiestra Filharmonii Narodowej. Font:  Grażyna Bacewicz a YouTube]
  - Concert núm. 7 per a violí i orquestra (1965) – Premi del Govern Belga, Medalla d’Or – Concours Musical International Reine Elisabeth de Belgique, Brussel·les, 1965

- Viola  
  - Concert per a viola i orquestra (1968)

- Violoncel  
  - Concert núm. 1 per a violoncel i orquestra (1951)
  - Concert núm. 2 per a violoncel i orquestra (1963)

- Piano 
  - Concert per a piano i orquestra (1949) – Segon premi al Concurs de Composició Chopin, Varsòvia, 1949
  - Concert per a dos pianos i orquestra (1966)

### Música de cambra
- Quintet de fusta (flauta, oboè, clarinet, fagot i trompa) (1932) – Primer premi al Concours de la Société "Aide aux femmes de professions libres", Paris, 1933
- Variacions sobre una cançó popular Lituana per a violí i piano (1934)
- Trio per a oboè, violí i violoncel (1935)
- Sonata per a oboè i piano (1937)
- Quartet de corda núm. 1 (1938)
- Quartet de corda núm. 2 (1942)
- Suite per a dos violins (1943)
- Sonata da camera, per a violí i piano (1945)
- Andante sostenuto (4t moviment de la Sonata da camera per a violoncel (o violí) i orgue (1946)
- Trio per a oboè, clarinet i fagot (1948)
- Sonata núm. 2 per a violí i piano (1946)
- Capritx per a violí i piano (1946)
- Sonata núm. 3 per a violí i piano (1947)
- Dansa Polonesa per a violí i piano (1948)
- Capritx Polonès per a clarinet i piano (1949, trans. 1954)
- Melodia i Capritx per a violí i piano (1949)
- Sonata núm. 4 per a violí i piano (1949)
- Quartet per a quatre violins (1949)
- Oberek núm. 1 per a violí i piano (1949)
- Quartet de corda núm. 3 (1947)
- Quartet de corda núm. 4 (1951) – Primer premi al Concours International pour Quatuor a Cordes, Liege, 1951
- Oberek núm. 2 per violí i piano (1951)
- Mazovian Dance per a violí i piano (1951)
- Sonata núm. 5 per a violí i piano (1951)
- Quintet per a piano núm. 1 (1952)
- Cançó de bressol per a violí i piano (1952)
- Dansa eslava per a violí i piano (1952)
- Humoresque per a violí i piano (1953)
- Quartet de corda núm. 5 (1955)
- Sonatina per a oboè i piano (1955)
- Partita per a violí i piano (1955)
- Quartet de corda núm. 6 (1960)
- Quartet per a 4 violoncels (1964)
- Incrustacions per a trompa i ensemble de cambra (1965)
- Quintet per a piano núm. 2 (1965)
- Trio per a oboè, arpa i percussió (1965)
- Quartet de corda núm. 7 (1965)

### Piano
- Tema i variacions, 1924
- Preludium, 1928
- Allegro, 1929
- Sonata, 1930
- Toccata, 1932
- 3 peces característiques, 1932
- Sonatina, 1933
- Suita dziecięca [Suite dels nens], 1933
- Scherzo, 1934
- Sonata, 1935
- 3 groteski, 1935
- 3 preludia, 1941
- Concert Krakowiak, 1949
- Sonata núm. 1, 1949
- Etiuda tercjowa [Estudi a terceres], 1952
- Sonata núm. 2, 1953
- Sonatina núm. 2, 1955
- 10 etiud koncertowych, 1956
- Mały tryptyk [Petit tríptic], 1965
- "Esquisse" per a orgue, 1966

### Música vocal

#### Amb orquestra
- "De profundis", 1932
- 3 Cançons, 1938
- Kantata olimpijska, 1948
- Kantata na 600-lecie Uniwersytetu Jagiellońskiego per a cor i orquestra, 1964

#### Sense orquestra
- Cançons (amb violí i piano): Róze [Roses], 1934
- Mów do mnie, o miły [Parla'm a mi, estimada], 1936
- Oto jest noc [Aquí ve la nit], 1947
- Rozstani, 1949
- Smuga cienia [Camí d'ombra], 1949
- Usta i pełnia [Llavis i plenitud], 1949
- Boli mnie głowa, 1955
- Dzwon i dzwonki, 1955
- Nad wodą wielką i czystą, 1955
- Sroczka, 1956

### Música d'escena[16]
- Ballet El Rei camperol
- L'aventura del Rei Artur per a la ràdio
- Esik w Ostendzie, ballet còmic
- Desig, ballet inspirat en el Désir attrapé par la queue de Pablo Picasso
- Música per a 7 obres de teatre[16]